# Suécia nos Jogos Olímpicos de Inverno de 2014
A Suécia participou dos Jogos Olímpicos de Inverno de 2014, realizados na cidade de Sóchi, na Rússia. O país participa dos Jogos de Inverno desde 1924, a primeira edição, em Chamonix, França.

## Medalhas
| Atleta | Esporte | Evento                           | Medalha |
| --- | --- | -------------------------------- | ------- |
| Anna Haag Ida Ingemarsdotter Charlotte Kalla Emma Wikén | Esqui cross-country | Revezamento 4x5 km feminino      | Ouro    |
| Marcus Hellner Lars Nelson Johan Olsson Daniel Richardsson | Esqui cross-country | Revezamento 4x10 km masculino    | Ouro    |
| Charlotte Kalla | Esqui cross-country | 15 km skiathlon feminino         | Prata   |
| Marcus Hellner | Esqui cross-country | 30 km skiathlon masculino        | Prata   |
| Teodor Peterson | Esqui cross-country | Velocidade individual masculino  | Prata   |
| Charlotte Kalla | Esqui cross-country | 10 km clássico feminino          | Prata   |
| Johan Olsson | Esqui cross-country | 15 km clássico masculino         | Prata   |
| Christina Bertrup Agnes Knochenhauer Maria Prytz Margaretha Sigfridsson Maria Wennerström | Curling | Feminino                         | Prata   |
| \| Daniel Alfredsson Nicklas Bäckström Patrik Berglund Alexander Edler Oliver Ekman-Larsson Jhonas Enroth Jimmie Ericsson Jonathan Ericsson Loui Eriksson Jonas Gustavsson Carl Hagelin Niklas Hjalmarsson \| Marcus Johansson Erik Karlsson Niklas Kronwall Marcus Krüger Gabriel Landeskog Henrik Lundqvist Gustav Nyquist Johnny Oduya Daniel Sedin Jakob Silfverberg Alexander Steen Henrik Tallinder Henrik Zetterberg \| | Hóquei no gelo | Masculino                        | Prata   |
| Emil Jönsson | Esqui cross-country | Velocidade individual masculino  | Bronze  |
| Daniel Richardsson | Esqui cross-country | 15 km clássico masculino         | Bronze  |
| Ida Ingemarsdotter Stina Nilsson | Esqui cross-country | Velocidade por equipes feminino  | Bronze  |
| Emil Jönsson Teodor Peterson | Esqui cross-country | Velocidade por equipes masculino | Bronze  |
| Anna Holmlund | Esqui estilo livre | Ski cross feminino               | Bronze  |
| Niklas Edin Oskar Eriksson Viktor Kjäll Sebastian Kraupp Fredrik Lindberg | Curling | Masculino                        | Bronze  |
| Daniel Alfredsson Nicklas Bäckström Patrik Berglund Alexander Edler Oliver Ekman-Larsson Jhonas Enroth Jimmie Ericsson Jonathan Ericsson Loui Eriksson Jonas Gustavsson Carl Hagelin Niklas Hjalmarsson | Marcus Johansson Erik Karlsson Niklas Kronwall Marcus Krüger Gabriel Landeskog Henrik Lundqvist Gustav Nyquist Johnny Oduya Daniel Sedin Jakob Silfverberg Alexander Steen Henrik Tallinder Henrik Zetterberg |                                  |         |

Legenda
| Recorde mundial      | Recorde mundial (World record)               |                       | Recorde africano                      | Recorde africano (African) |                                           | Q | Classificado por posição (Qualified) |
| Recorde olímpico     | Recorde olímpico (Olympic record)            | Recorde da América    | Recorde da América (Americas)         | q                          | Classificado por melhor tempo (Qualified) |   |                                      |
| Melhor marca do ano  | Melhor marca do ano (World leading)          | Recorde asiático      | Recorde asiático (Asian)              | DNS                        | Não largou (Did not start)                |   |                                      |
| Recorde nacional     | Recorde nacional (National record)           | Recorde europeu       | Recorde europeu (European)            | DNF                        | Não terminou (Did not finish)             |   |                                      |
| Recorde pessoal      | Recorde pessoal do atleta (Personal best)    | Recorde da Oceania    | Recorde da Oceania (Oceania)          | DSQ / DQ                   | Desclassificado (Disqualified)            |   |                                      |
| Recorde da temporada | Recorde da temporada do atleta (Season best) | Recorde sul-americano | Recorde sul-americano (South America) | NM                         | Sem marca (No mark)                       |   |                                      |